# Razdólnaia
Razdólnaia - Раздольная (rus) - és una stanitsa del krai de Krasnodar, a Rússia. Es troba a la vora del riu Kirpili. És a 12 km al sud-est de Korenovsk i a 47 km al nord-est de Krasnodar.
Pertany a aquesta stanitsa el khútor de Verkhni.